# Thuyền

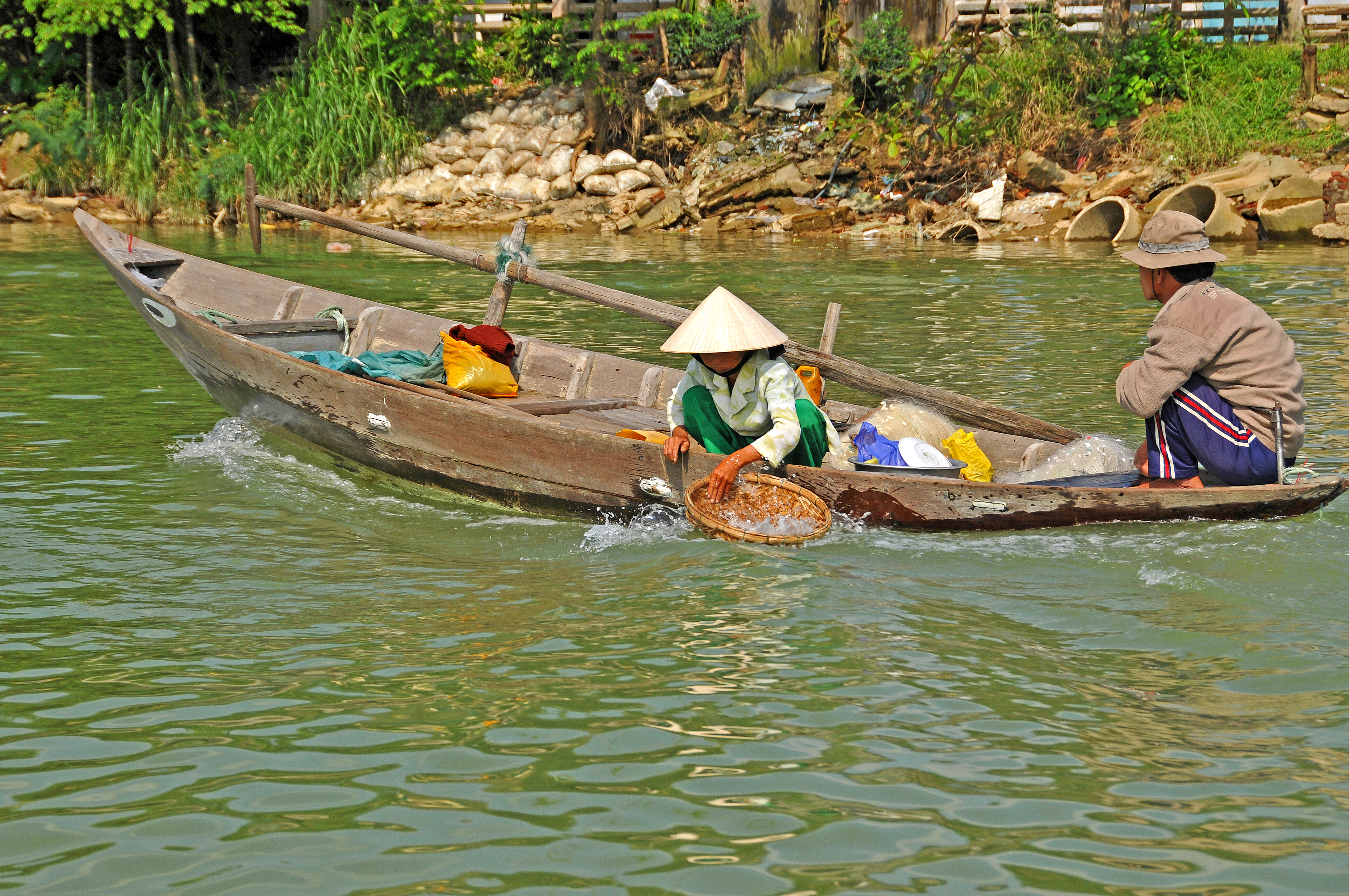
Một chiếc thuyền ở Việt Nam

Thuyền là gọi chung những phương tiện giao thông trên mặt nước, thường là đường sông,  hoạt động bằng sức người, sức gió, hoặc gắn theo động cơ là máy nổ loại nhỏ. Thuyền dùng để chở người hay hàng hóa, vật dụng.
Thuyền lớn, hoạt động bằng máy móc, thường gọi là tàu, tàu thủy.

## Phân loại
Tùy theo cấu tạo và kích thước, có thể chia ra những loại sau đây: 
- Thuyền nhỏ: Xuồng, ghe,  kanu, thuyền độc mộc, thuyền nan, thuyền tam bản (xuồng ba lá), thuyền thúng, Gondola, Kayak,...
- Thuyền có động cơ kèm theo: Thuyền máy, vỏ lãi, ca nô, Du thuyền
- Thuyền gắn thêm buồm, hoạt động bằng sức gió, Thuyền buồm, Caravel, Thuyền buồm Trung Quốc
- Thuyền lớn: Tàu thủy, tàu du lịch, tàu hải quân, tàu hàng hải

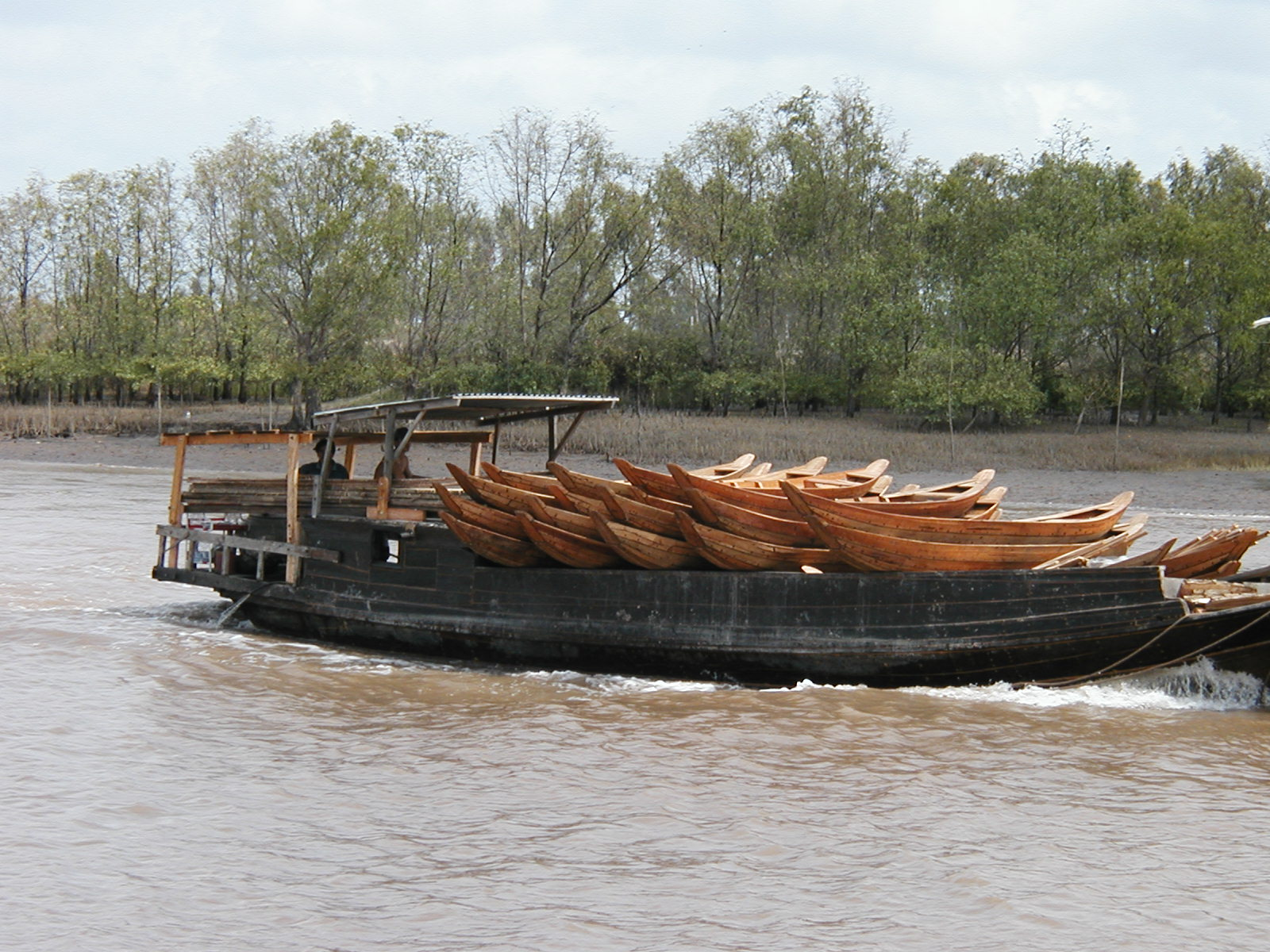
Thuyền chở thuyền nhỏ đi bán trên sông Mekong
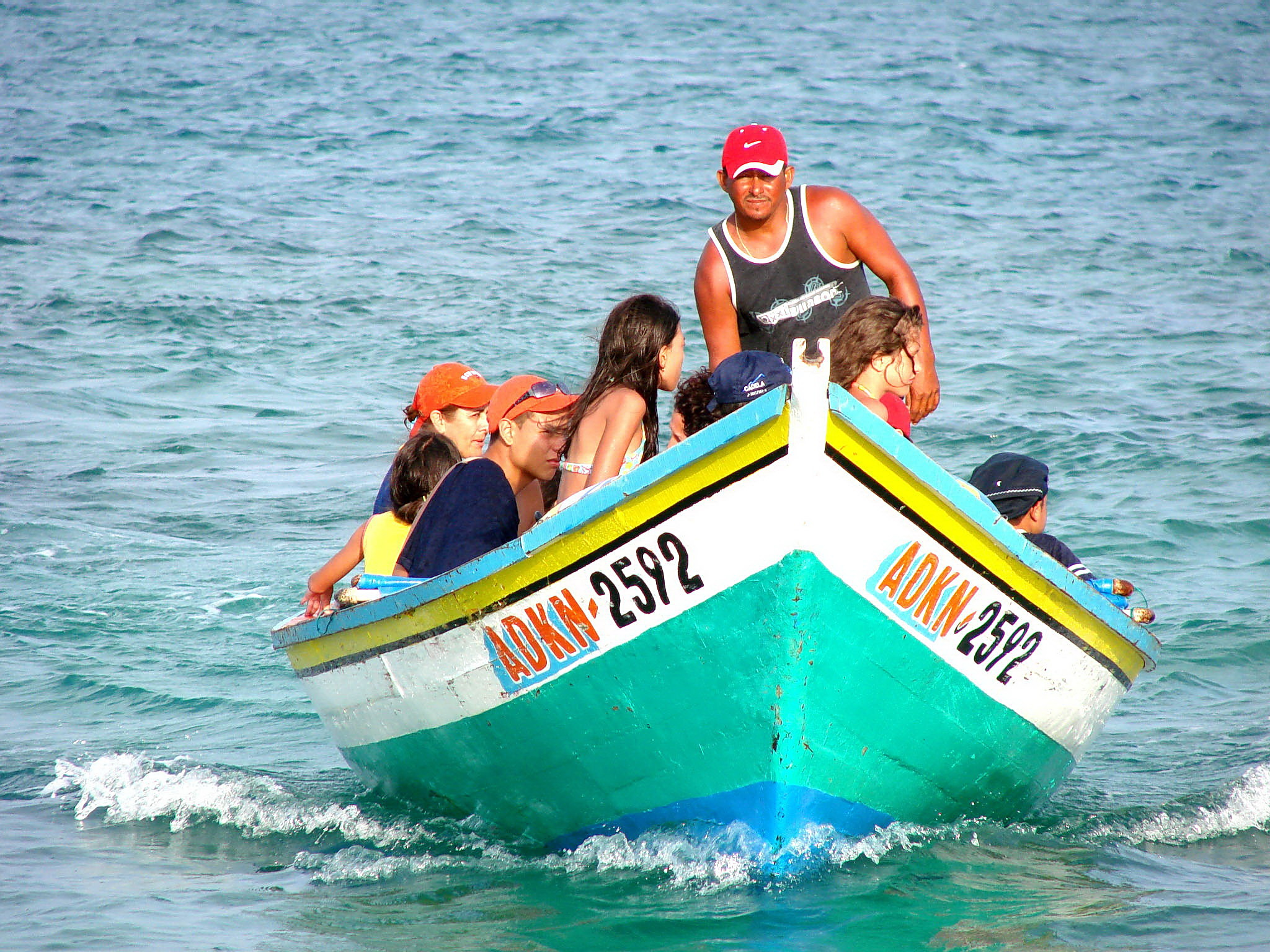
Một chiếc thuyền
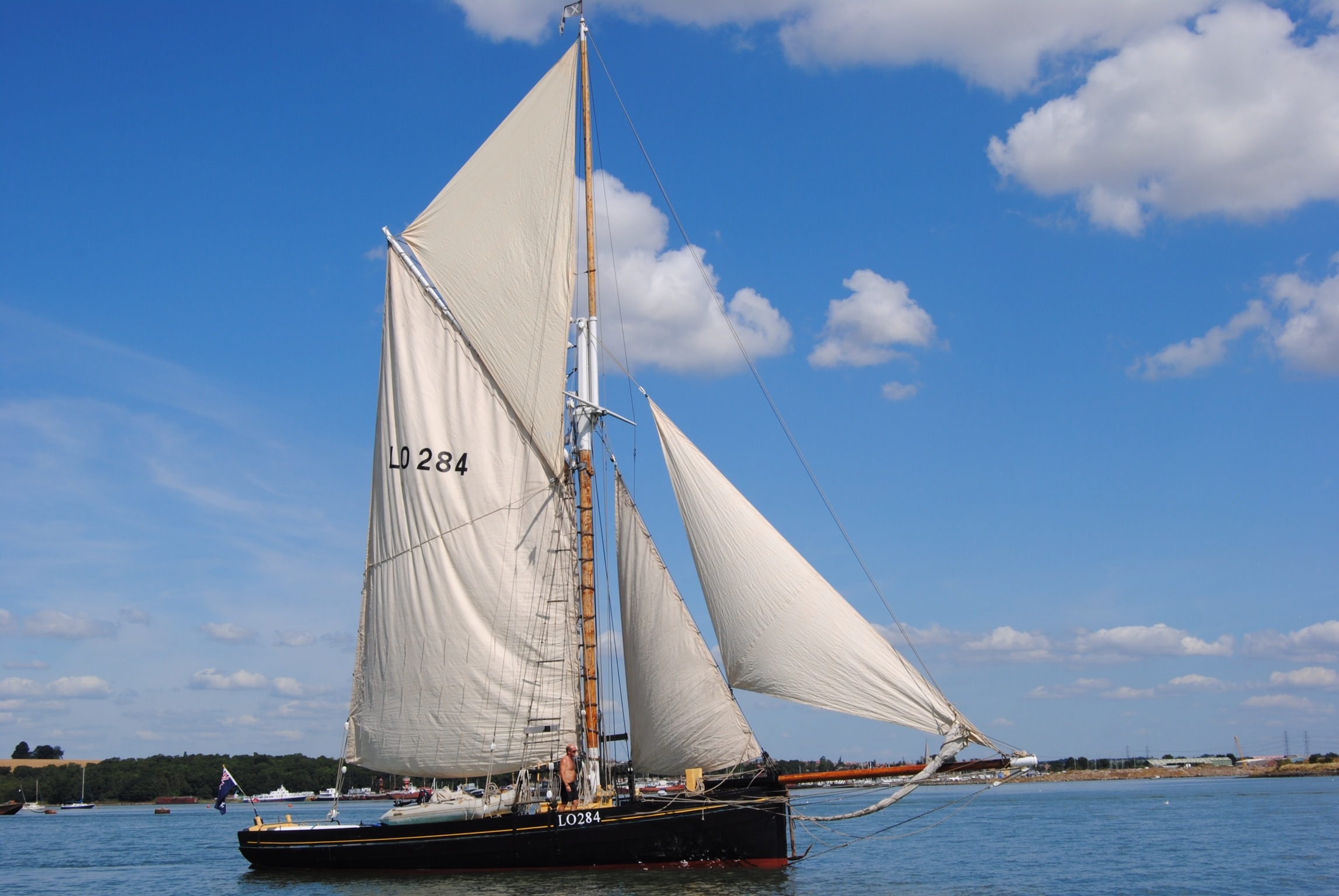
Thuyền buồm